# جامع السلطان ويس
جامع السلطان ويس أو جامع الحاج جمعة ويقع في محلة الحضيرة -باب المسجد سابقاٌ- وهو من مساجد العراق الأثرية القديمة في الموصل القديمة، ولقد عمر الجامع وأعيد بناؤهُ من قبل الحاج جمعة الحديثي الذي بدأ ببناءهِ في عام 1093هـ وانتهى من بناءهِ في عام 1095هـ، وسمي بجامع السلطان أويس نسبة إلى أحد التابعين (أويس القرني)، وقد بنيت القبة الكبيرة على أربعة قباب صغيرة وعلى الطريقة المعمارية لمساجد الدولة العثمانية، ويذكر الأستاذ (سعيد الديوه جي) أن المعمرين من أهل محلة باب المسجد يذكرون أن القبة لا علاقة لها بالتابعي أويس القرني، وإنما كانت هي قبة لمبنى تكية لمجموعة من الأكراد يتبعون الطريقة الصوفية الأويسية، ويقيمون فيها حلقات للذكر فنسبت لهم، ثم صار الناس يسمونها قبر السلطان أويس، أما تسمية الجامع باسم الحاج جمعة فذلك نسبة لمعمرهِ ومجددهِ الحاج جمعة الحديثي، والذي انتهى من عمارتهِ في عام 1095هـ، كما ألحق الحاج حسين بك بن علي بك بهِ مبنى مدرسة في عام 1269هـ، وتقع في الجانب الشمالي من الجامع ومن أشهر من درس فيها السيد حسن أفندي بن السيد علي أفندي عام 1314هـ، وأبنهُ السيد محمد عام 1365هـ.

## أصل التسمية
- ينسب اسم الجامع إلى التابعي (أويس القرني) وسمي بأسمه-بدون ألف- وهو بالأصل يتألف من قبة ومبنى جامع، أما القبة فهي من القباب الأتابكية التي بنيت في الموصل ويعتقد ان القبة من بناء بدر الدين لؤلؤ الذي اتخذ مراقد ومشاهد كثيرة لآل البيت وغيرهم في الموصل حيث نسبت القبة التي أعتبرت مقام إلى التابعي أويس القرني وطغى الأسم على الجامع المجاور.
- يعتقد ان القبة لا علاقة لها بالتابعي أويس القرني بل انها كانت تكية للاكراد الذين يتبعون الطريقة الصوفية الويسية وكانوا يقيمون بها حلقات ذكر فنسبت اليهم ثم صار الناس بعدها يسمونها قبر السلطان ويس.

## الجامع
يتالف الجامع من مصلى كبير عليهِ قبة واسعة على شـكل نصف دائرة تستند على مقرنصات من الجص, وتزين القبة من داخلها زخارف جبسية على شكل أضـلاع متقاطعة تتجمع في أعلى القبة مؤلفة شكلاٌ هندسياٌ جميلاً. وفيهِ جناحان أحدهما للمذهب الشافعي والآخر للحنفية، ولكل مذهب محراب خاص به, وللمصلى ثلاث أبواب وهي مزخرفة بزخارف, ولكن قد تلف بعضها اثناء الترميم.
ولقد كتبت أبيات من الشعر فوق الباب وهي التالية:
وكتب فوق الباب الأيمن الأبيات التالية:

## المـدرسة
أنـشأ المدرسـة الحاج حسين بك بن علي بك وتقع في شـمال فناء الجـامع وتشتمل على ثلاث غـرف أمامها أروقة, والغـرفة المتوسـطة غرفة المدرس وهي غرفة كبيرة مقـسومة إلى جـناحين يجلس المدرس في الجناح الشرقي منها ويجلس الطلاب الذين يدرسون عليهِ في الجناح المقابل لها وفيها خزانة كتب تحوي مخطوطات نفيسة, وعلى جانبي الغرف هـنالك غرفتان يسكن بهما الطلاب الذين يدرسون في المدرسة وكان بناء المدرسة في سنة 1269هـ